# Lasioglossum potaroense
Lasioglossum potaroense är en biart som först beskrevs av Cockerell 1930.  Lasioglossum potaroense ingår i släktet smalbin, och familjen vägbin. Inga underarter finns listade i Catalogue of Life.